# 770-talet f.Kr.

## Händelser
- 778 f.Kr. – Då kung Agamestor av Aten dör efter 17 års styre efterträds han av sin son Aeschylus.
- 776 f.Kr. – Från detta år härrör det första skrivna beviset för att olympiska spel har förekommit i Olympia i Grekland. Spelens historia tros gå tillbaka till 1200-talet f.Kr., men inga äldre skrivna källor än detta år finns.
- 774 f.Kr. – Kung Pygmalions av Tyros regeringstid tar slut.
- 773 f.Kr. – Ashur-Dan III efterträder sin bror Shalmaneser IV som kung av Assyrien.
- 771 f.Kr. – Den västra Zhoudynastin i Kina tar slut, när "västliga" barbarstammar plundrar huvudstaden Hao och kungen Zhou you wang dödas. Kronprins Ji Yijiu flyr och kommer sedermera att styra under namnet Zhou ping wang.
- 770 f.Kr. – Den östra Zhoudynastins styre påbörjas i Kina, när Zhou ping wang blir den förste kungen av dynastin att styra från den nya huvudstaden Chengzhou (nuvarande Luoyang).

## Avlidna
- 773 f.Kr. – Shoshenq III, farao av Egypten.